# Michel Sénéchal (football, 1950)
Pour les articles homonymes, voir Sénéchal (homonymie) et Michel Sénéchal (homonymie).
Michel Sénéchal, né le 15 avril 1950 à Oran et mort le 28 février 2019 à Manosque (Alpes-de-Haute-Provence), est un joueur de football français. 
Sénéchal évolue comme milieu de terrain au RC Strasbourg, au FC Metz, au Gazélec Ajaccio et enfin au FC Mulhouse. En Division 1 de 1972 à 1976 avec le RC Strasbourg puis en 1977-1978 à Metz, il y dispute 94 matchs.